# Garfield, Arkansas
Garfield là một thị trấn thuộc quận Benton, tiểu bang Arkansas, Hoa Kỳ. Năm 2010, dân số của thị trấn này là 502 người.

## Dân số
- Dân số năm 2000: 490 người.
- Dân số năm 2010: 502 người.